# Kamienica Leona Breslauera w Warszawie
Kamienica Leona Breslauera − zabytkowa kamienica znajdująca się przy ul. Górnośląskiej 22 w Warszawie.

## Opis

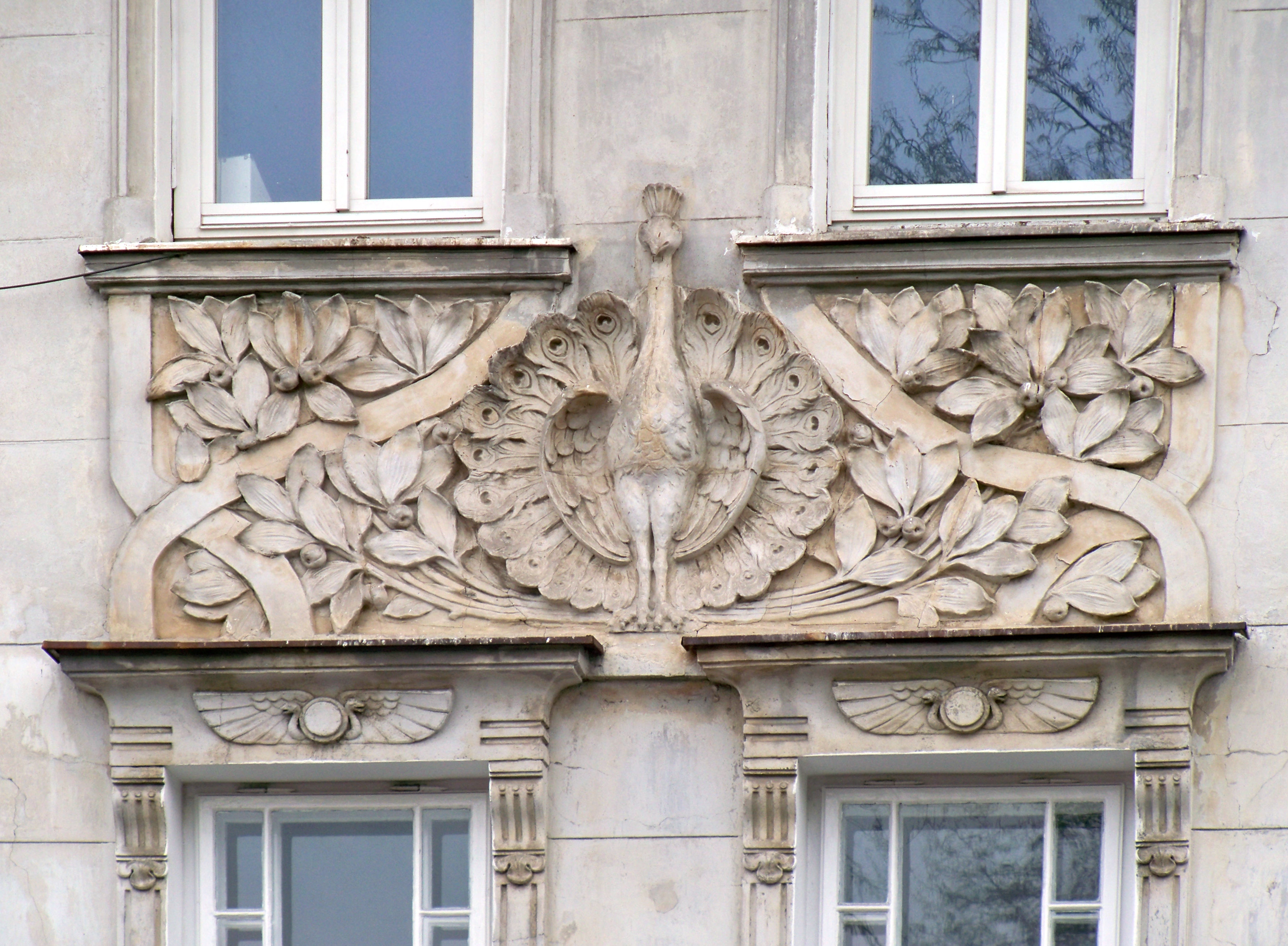
Detal na elewacji frontowej

Trzypiętrowa, 11-osiowa kamienica została wybudowana w 1904. Bogata secesyjna oprawa fasady budynku frontowego zawiera elementy zaczerpnięte ze świata flory, fauny i fantazji, m.in. fryz z liści i owoców kasztanowca, uskrzydlone główki kobiece i oryginalną kompozycję z pęków roślinnych otaczających pawia. Wiele elementów secesyjnych znajduje się także wewnątrz kamienicy. Przejazd bramny na osi środkowej jest poprzedzony schodkami, a dwuskrzydłowe drzwi parą odbojów bramnych w kształcie krasnali z tarczami z datą produkcji „1898”.
Budynek frontowy w partii fasady i wnętrz stanowi najbogatszy i najlepiej zachowany przykład architektury secesji wśród warszawskich kamienic.
Nieznacznie uszkodzony w 1939, poddany renowacji przez właścicieli w latach 40. XX wieku. Po II wojnie światowej upaństwowiony, a mieszkania zostały podzielone na mniejsze.
W 1990 budynek został wpisany do rejestru zabytków. W 1996 został zreprywatyzowany.